# White Pine megye
White Pine megye az Amerikai Egyesült Államokban, azon belül Nevada államban található. Megyeszékhelye és legnagyobb városa Ely. Lakosainak száma 9080 fő (2020. április 1.). White Pine megye Elko, Lincoln, Nye, Eureka, Tooele, Juab és Millard megyékkel határos.

## Népesség
A megye népességének változása:
| Lakosok száma | 10 046 | 10 107 | 10 007 | 10 057 | 9811 | 9080 |
|               | 2010   | 2011   | 2012   | 2013   | 2015 | 2020 |